# Ioánnis Orlándos
Ioánnis Orlándos (grec moderne : Ιωάννης Ορλάνδος) né vers 1770 sur Spetses et mort en 1852 sur Hydra était un homme politique grec qui joua un rôle important durant la guerre d'indépendance grecque.
Armateur, il engagea ses navires dans les opérations navales durant la guerre d'indépendance grecque. Il fut membre de l'assemblée nationale d'Épidaure et participa à la rédaction de la constitution. Il fut brièvement président de l'assemblée avant de partir à Londres négocier le prêt anglais. Il fut élu à l'Assemblée nationale d'Astros en 1823. Il prit cette même année la présidence du Bouleutikó.
Après l'indépendance, il fut membre du parti anglais. En 1837, il participa à la création de la Société archéologique d'Athènes.

## Sources
- (el) Parlement grec, Μητρώο Πληρεξουσίων, Γερουσαστών και Βουλευτών. 1822-1935, Athènes, Parlement grec,‎ 1986, 159 p. (lire en ligne) [PDF]